# Концевич, Максим Прохорович
Максим Прохорович Концевич (годы рождения и смерти — неизвестны) — российский дирижёр, музыкант, композитор и музыкальный педагог XVIII века украинского происхождения.

## Биография
Музыкальное образование получил в Придворной певческой капелле в Санкт-Петербурге.
С 1773 года — преподаватель музыки в Харьковском коллегиуме, возглавлял вокально-инструментальные классы, участвовал в наборах певчих в коллегиум для подготовки их в петербургскую придворную певческую капеллу.
Из воспитанников классов создал полный музыкальный оркестр и хор певчих под своим управлением.
Духовные концерты и другие пения, сочинённые им, в своё время славились далеко за пределами Харькова. Во время проезда императрицы Екатерины II, выступал на придворном бале, дирижировал оркестром и удостоился богатого перстня.
С 1787 года — дирижёр харьковских театров.

## Творчество
Среди музыкальных произведений М. Концевича — романсы, духовная музыка, кантата «Гремущу арфу взял в десницу» (1787) и др.